# Culburra
Culburra – miejscowość wypoczynkowa położona w Australii (Nowa Południowa Walia), na południe od Sydney. Populacja – 2910, administracyjnie należy do LGA City of Shoalhaven. Miejscowość powstała w roku 1887.